# وراء الشمس (فلم)
، وراء الشمس هو فيلم سياسي مصري من إنتاج عام 1978

## قصة الفيلم
يحدد فنان فيلم «وراء الشمس» الهوية الزمنية لأحداث فيلمه بوضوح تام، فهي تأتى في أعقاب الهزيمة العسكرية المروعة في يونيو 1967، حيث يصر أحد كبار قادة الجيش على إجراء تحقيق للوقوف على الأسباب الحقيقية لهذه الهزيمة وهو الأمر الذي يؤدى إلى اغتياله بمعرفة قائد السجن الحربى، فعندما يرفض القائد العسكري الثائر التغاضى عن إصراره على طلب هذا التحقيق، أثناء الزيارة الخاصة التي يقوم بها «الجعفرى» قائد السجن الحربى من أجل اقناعه بذلك، فإن «الجعفرى» لا يجد مناصاً من اغتياله بإطلاق رصاصات مسدسه، وإن كان «منصور» الشاب ابن القائد الثائر يشاهد بعينيه واقعة اغتيال أبيه. هذه الواقعة الأساسية تشكل الافتتاحية الساخنة للفيلم، قبل ظهور لوحات السماء الخاصة به، لنكتشف لاحقاً أن الفتاة الرقيقة ابنة القائد العسكري الثائر، التي سبق أن استقبلت «الجعفرى» وهي تتأهب لمغادرة المسكن للمشاركة في نشاط جامعى منظم من أجل رعاية أسر الشهداء والمهجرين من مدن قناة السويس، هذه الفتاة تصبح عميلة نشطة من عملاء الأجهزة الأمنية المصرية، التي تترك مهامها الأساسية المتمثلة في حماية الوطن داخلياً وخارجياً من أعدائه الحقيقيين، لكى تصب نشاطها في ملاحقة المواطنين المصريين، سواء كانوا من ذوى الأنشطة السياسية أو حتى الذين يتصلون بهم، أو يقعون في دائرة اشتباه الممارسة السياسية، حتى ولو بابداء الرأى؛ فنجد أن «سهير» قد تركت عملها الأصلي كمعيدة في الجامعة لكى تصبح عضواً نشطاً في أكثر من دائرة من دوائر الأمن المصري، فهي عميلة أساسية لحساب «الجعفرى» من السجن الحربي، كما أنها –أيضاً- عميلة هامة لحساب المسئول الأمنى الكبير «هاشم بك»، الذي نستطيع أن نكتشف بسهول أنه يمثل رئيس جهاز المخابرات العامة، وبذلك تكتمل دائرة «الإرهاب الأمنى» بشقيها المشهورين في التاريخ المصري الحديث، وهما جهاز المخابرات العامة (في جانبه الانحرافى المؤكد تاريخياً) ومدير السجن الحربى (الذي تتخلد ذكراه دائماً في المذكرات الخاصة لأصحاب الرأى الذين شاءت ظروفهم أن يكونوا نزلاء لديه في سجنه الحربى المشهور). وفي نفس الوقت فإننا نكتشف أن الشاب «منصور» ذاته يصبح نزيلاً داخل السجن الحربى، ويمنحنا فنان الفيلم فرصة التعرف على أسباب ذلك التحول الغريب، ذلك أن «الجعفرى» يقوم باعتقال الشاب وإيداعه السجن الحربى، لأنه شاهد العيان الوحيد على جريمته، ونحن نتقابل مع ذلك الشاب الرقيق المهذب الأنيق، وقد أصبح مسخاً بشرياً في ملابس المسجونين الزرقاء داخل السجن، وتابعاً خاصاً «للجعفرى»، يجنده الأخير للتجسس على نزلاء السجن لحسابه، فمن الواضح أن حياة السجن (التي سنشاهدها فيما بعد) كفيلة بتحويل هذا الشاب إلى ذلك المسخ البشرى. حبيبى
بالإضافة إلى أننا نكتشف أن الشاب يجهل كل شيء عن شقيقته، سوى ما يخبره به «الجعفرى»، والأخير يقنعه بأن شقيقته قد غادرت الوطن، وأنها تعيش خارجه بكل خير. ومن جهة أخرى يتضح أن «الجعفرى» هو الذي يقوم بأخبار الفتاة بأن أباها قد تعرض لجريمة قتل، والقاتل لا يزال مجهولاً، ثم يستدرجها إلى فيلا خاصة حيث يسيطر على تصرفاتها تحت تأثير المخدر، لكى تفيق منه فتكتشف أنه قد قام باغتصابها، وأنه قد صور مشهد الاغتصاب هذا بالتفصيل، لكى ترضخ لطلباته، فيجندها لحسابه وحساب «هاشم بك»، لتصبح الفيلا "مصيدة أمنية"، بما تحتويه من وسائل للتجسس بالتنصت والتصوير وغيرهما. ويصبح من أهم أعمال المتابعة التي تكلف بها سهير "من كل من «الجعفرى» و«هاشم بك»، هو التجسس على طلبة الجامعة واساتذتهم الذين يشاركونهم نشاطهم السياسى، بينما ينحصر ذلك النشاط حقيقة في العناية بأسر الشهداء ورعاية المواطنين المهجرين من مدن قناة السويس الثلاث من جهة، وفي البحث عن الحقائق الخافية وراء الهزيمة، لتجنبها، من جهة أخرى. وتصبح المفارقة أن «سهير» مطالبة بالتجسس على هؤلاء الذين كانت تعمل معهم من قبل لصالح المواطنين والوطن، ولكن الفيلم يقدم كل المسئولين عن أمن الوطن ولا هم لهم إلا التجسس على بعضهم البعض، وليس فقط على النشطين السياسيين من المواطنيين أو المشتبه فيهم أنهم كذلك، بل إن رئيس المخابرات «هاشم بك» يكلف مساعده «على» بأن يجتهد في التجسس على تحركات رئيس الدولة ذاته، في حياته العامة وحياته الخاصة على السواء، ومن ثم التجسس على بقية المسئولين بصفة عامة. ولكن عودة «سهير» إلى الجامعة بغرض التجسس على طلابها ومسئوليتها، تكون سببا في تراجعها عن الاستمرار في التعاون مع كل من «الجعفرى» و«هاشم بك»، وإنما يصبح ذلك بمثابة نقطة البدء في تخطيط «سهير» للانتقام من «الجعفرى» على وجه الخصوص، لذلك تتقدم «سهير» بمعلومات مضللة عن النشاط الطلابى الذي يقوده الأستاذ الجامعى الدكتور «حسام»، ويعاونه فيه ثلاثة من نشطاء الطلبة هم «وليد» و«يوسف» و«عصام». وعندما تحتدم مظاهرات الطلبة المشهورة، احتجاجاً على الهزيمة ومطالبة بالتحقيق في أسبابها، يكتشف «هاشم بك» أن معلومات «سهير» عن زعماء هذه المظاهرات غير صحيحة، وهو الأمر الذي يتسبب في إحراج «الجعفرى»، فيأمر مساعديه بسرعة القبض على الزعماء الحقيقيين للمظاهرات، حيث يتعقبونهم في أماكن اختفائهم جميعاً، فيقبضون على «وليد» و«يوسف» و«عصام» كما يقبضون على الدكتور «حسام» من مسكنه فجرا، ويقتادون الجميع إلى السجن الحربى، حيث يسعى «الجعفرى» بكل وسائل الترغيب والتعذيب للحصول على اعترافات مزورة من كل منهم، بأنه شريك مدبر في تنظيم سياسى يسعى لقلب نظام الحكم في الدولة، وتكون التهمة السياسية جاهزة في مثل هذه الأحوال، فالمقبوض عليه يصنف إلى إحدى فئتين، إما الإخوان المسلمين وإما الشيوعيين. ويزيد على ذلك أنه لابد أن يكون زعيم التنظيم (وهو هنا الدكتور حسام) متعاوناً مع بلد أجنبي يمول هذا التنظيم.
ويبدأ «الجعفرى» سلسلة، تكاد أن لا تنتهى، من حلقات التعذيب للمقبوض عليهم، بدءاً من إرهابهم معنويا، وذلك بإطلاق عدد كبير من نزلاء السجن الحربى في فناء السجن، حيث تنهال عليهم أسواط الحراس، وتتعقبهم الكلاب الجائعة، بل إنهم لابد أن يلاحظوا أن هناك سجيناً كسيحاً، من الواضح أنه أصبح هكذا نتيجة للتعذيب البدنى القاسى، ثم يقدم لهم «الجعفرى» نموذجاً عملياً في التعذيب حتى الموت، فهناك نزيل ينكر صلته بالأنشطة السياسية تماماً، بل إنه يعترف بأنه قواد متخصص في نشاط الدعارة، ومع ذلك فإنه لا يسلم من عذاب «الجعفرى»، الذي يأمر بضربه ثم إغراق رأسه في الماء، لينتهى الأمر بموته تماماً، بينما يذعن طبيب السجن لتوجيهات «الجعفرى»، بأن المسجون مات بسبب «ضربة شمس». ولما لا يجد «الجعفرى» استجابة من الدكتور «حسام» وطلبته الثلاثة، فإنه يبدأ معهم سلسلة طويلة من شتى أنواع التعذيب، فيصل مع الدكتور «حسام»، فضلاً عن وسائل التعذيب المعتادة مثل شد الأطراف على آلة التعذيب بالشد، وغيرها، يصل إلى حد إحضار زوجته مقبوضاً عليها من أجل الاعتداء على عرضها أمام زوجها المسجون، للضغط عليه لكى يوقع اعترافاً مكذوباً بنشاط معاد للدولة والوطن. وينتهى الأمر بقيام الجعفرى باغتيال «عصام» وهو يستجوبه في مكتبه؛ فيطلق عليه النار، وهو يدعى بأن المسجون قد حاول الهرب فأرداه قتيلاً أثناء مطاردته. وتحت وطأة التعذيب الشديد، يصل «يوسف» إلى حالة من الهذيان لا يسيطر فيها على وعيه السيطرة الكاملة، فيلفظ ببعض أسماء من يعرفهم، وهو يقرر أن هؤلاء ليسوا خونة وليسوا جواسيس، بل هم مواطنون صالحون مثل «سهير»، حيث يلفت الاسم انتباه «الجعفرى»، فيتأكد أن المقصود بها هي عمليته بالفعل، ولا يلبث أن يسلم «يوسف» الروح متأثراً بالتعذيب، ليكون ثاني الطلبة الثلاثة الذي يلقى حتفه بين يدى «صول» السجن الحربى «الصول عبد الحق»، الذي نكتشف أنه يتعاطف مع المسجونين الأبرياء ولكنه لا يستطيع أن يملك شيئاً حيال ذلك سوى هذا التعاطف، وإرسال ما يستطيع من طعام لهم مع «منصور».
ويشرع «الجعفرى» في الإعداد لتأديب «سهير» والانتقام منها من جديد، ولكنه لا يعرف أن «سهير» قد سبقت في الإعداد للانتقام منه، فقد ساعدت على استدراج زوجة «الجعفرى» الحسناء اللعوب، لكى تمضها ليلها في أحضان «هاشم بك»، وتحوز «سهير» فيلماً يصور تفاصيل هذه الواقعة، فتعرضه على «الجعفرى» وهي تعلنه بأن هناك عدداً غير قليل من نسخ هذا الفيلم في أماكن أخرى أمينة، ولكن الذي لا تعلمه «سهير» وكذلك «الجعفرى» أن الفيلا المستخدمة في التجسس على زوارها، هي أيضاً موضع مراقبة دقيقة من «هاشم بك» وأعوانه، حيث يتابع «هاشم بك» كل تفاصيل وقائع هذه المواجهة بين «الجعفرى» و«سهير»، خاصة أن مدير السجن الحربى يطالبها بالتجسس على «هاشم» لحسابه، مقابل التستر منه على تعاونها مع الطلبة المتظاهرين، ففى الواقع أن «سهير» لا تكتفى بالتستر على الطلبة المتظاهرين، بل تتعاون معهم بإخفاء حقيبة المنشورات التي يلجأ بها «وليد» إليها في فيلتها هرباً من مطاردة رجال «الجعفرى» ورجال «هاشم بك».
بل إنه يبدو واضحاً أن عاطفة ما تنشأ بالتبادل بين «سهير» و«وليد». ويزيد على ذلك أن تتصل «سهير» بأحد أساتذة الجامعة من زملاء الدكتور «حسام»، لكى يتسلم أوراقاً هاماً يتابع بها مسيرة «حسام»، كما أنها تسعى مع أهالي الطلبة المعتقلين لتكليف أحد كبار المحامين بالدفاع عنهم بدءاً بالإبلاغ عن اعتقالهم وطلب الإفراج عنهم، وإن كان هذا المحامى لا يسلم من بطش رجال «الجعفرى». وإذا كان «هاشم بك» يكتشف أن «الجعفرى» بات يحلم باللقاء الغرامي بينه وبين زوجة مدير السجن الحربى، إلا أنه من الواضح أن «هاشم بك» يعلم بالكثير مما يحيط «الجعفرى»، بما يجعله تابعاً له حتى النهاية، «فالجعفرى» يفاجأ بأن مدير المخابرات يعلم بوجوده في فيلا «سهير»، ويأمره بالتوجه إلى السجن الحربى لمتابعة نشاطه في تعذيب المسجونين السياسيين، وتكتشف «سهير» أنها مراقبة وأنها والفيلا تحت سيطرة عيون «هاشم» وأذانه، فتثور ثائرتها وتحطم أجهزة التسجيل والتنصت التي تضمها تلك الغرفة السرية بالفيلا، بدون أن تتوصل إلى أيها هو التابع لـ «هاشم بك» ورجاله. وعندما يتأكد «هاشم» من سلوك «سهير» وخطورة وجودها بما تعرفه من معلومات عن شبكة مراكز القوى التي يتقدمها هو، فإنه يأمر باغتيالها، وهو ما يقوم به تابعه «على» ورجاله، حيث يطاردونها إلى أن ينفردوا بها فيطلقون عليها النار. وتحت تأثير نوع من الهياج العصبي يصيب «الجعفرى».
بعد هذه الأحداث المتلاحقة، فإنه يجمع باقى المسجونين، وهو يقدم للدكتور «حسام» اعترافاً مكتوباً لكى يوقع عليه، ولكن «حسام» يرفضه وهو يمزق هذه الأوراق، فتثور ثائرة «الجعفرى» على نزلاء السجن الذين يجمعهم في ساحته، فيثور عليه المسجونون ويحاولون الاعتداء عليهم، فيطلق نيران مسدسه فيصيب «وليد» ويحاول أن يقتل «حسام» فيتلقي عنه الرصاصة «الصول عبد الحق»، الذي يموت بين ذراعى «حسام»، الذي يفزع من مظهر الدماء على يده وه يتجه إلى الجمهور (الكاميرا) محذراً بأن هذه الدماء هي مسئولية الجميع (الدم ده في رقبتكم كلكم)، لكى ينتهى الفيلم بتحذير آخر يسطره مخرج الفيلم على شاشته من أن يتكرر ذلك الذي يحدث مرة أخرى.

## أبطاله
يضم الفيلم نخبة كبيرة جدا من الفنانين الكبار. من أبطال الفيلم:
- نادية لطفي.
- رشدي أباظة.
- شكري سرحان.
- محمد صبحي.
- محمود المليجي.
- أحمد زكي.
- منى جبر.
- هياتم.
- السيد راضي.
- صلاح منصور.
- محيي إسماعيل.

## روابط خارجية
- فيلم وراء الشمس

.
.
.
.
.